# Cimitero di Altamura

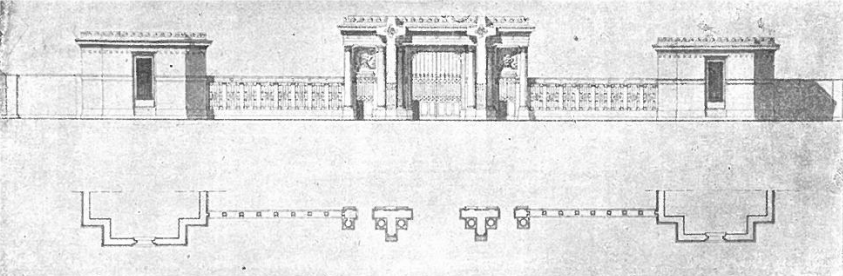
Il progetto dell'ingegner Alberto Gennarini, risalente agli inizi del Novecento. Non fu mai realizzato, anche se il progetto fu riutilizzato come spunto per l'ingresso del nuovo cimitero costruito nel 1942.

Il cimitero di Altamura è il cimitero utilizzato dai cittadini della città pugliese di Altamura. È stato costruito nel 1942 ed è tuttora aperto. Ha soppiantato il precedente cimitero, cioè il Cimitero ottocentesco di Altamura, che è contenuto all'interno del nuovo cimitero. L'area del cimitero ottocentesco all'interno del nuovo cimitero è chiamata familiarmente il "cimitero vecchio". L'entrata del cimitero ottocentesco, oggi murata, è divenuta parte del muro perimetrale del nuovo cimitero.
Il progetto dell'ingresso del cimitero nuovo è stato fortemente influenzato da un altro progetto degli inizi del Novecento dell'ingegner Alberto Gennarini. Il progetto di Gennarini non fu mai realizzato, ma una parte di esso fu riutilizzato per il cimitero del 1942.

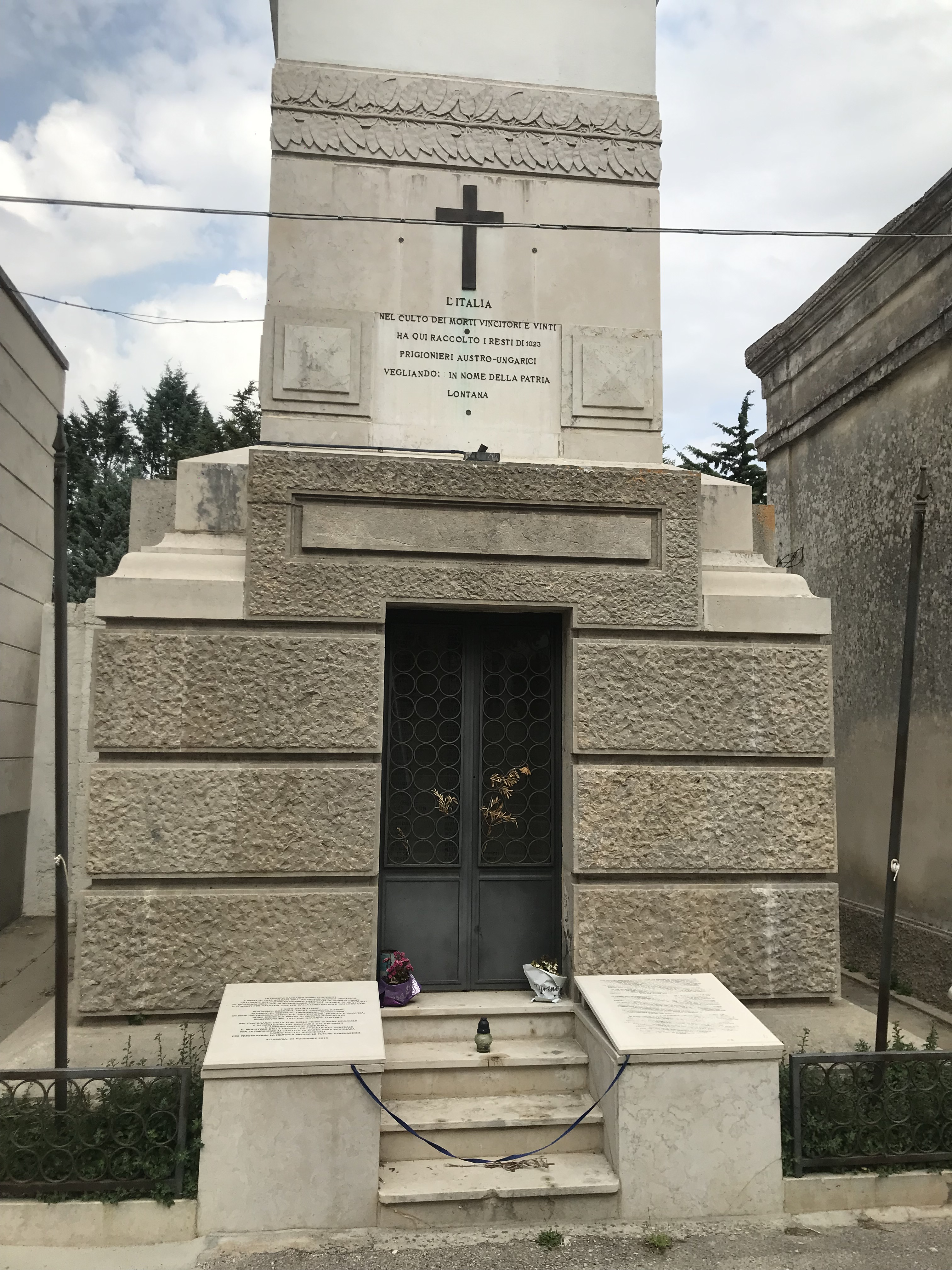
Sacrario militare contenente i resti di 1023 prigionieri austroungarici